# Remo Stars FC
El Remo Stars FC es un club de fútbol de Nigeria que juega la Liga de Fútbol Profesional de Nigeria, primera categoría de fútbol en el país.

## Historia
La iniciativa de tener un club de fútbol de base, principalmente como plataforma para la actividad recreativa de la juventud de Ketu, Estado de Lagos, Nigeria en 2004, se le ocurrió al Sr. Kunle Soname.
Empezó el club como FC Dender de Lagos. En 2010, el arduo trabajo continuo del club los vio graduarse en el segundo nivel del fútbol nigeriano, la Liga Nacional de Nigeria (NNL). Un mayor desarrollo vio a la gerencia del club cambiar la marca de su organización. El cambio de marca incluyó un cambio de nombre cuando FC Dender se mudó a su base actual de Remoland y su nombre cambió por el actual.
Jugaron en la primera división del fútbol nigeriano, la Liga de Fútbol Profesional de Nigeria después del ascenso en 2016.
En 2018, Remo Stars fue relegado de la Liga de Fútbol Profesional de Nigeria (NPFL) a la División 1 de Nigeria.
En septiembre de 2021, Remo Stars aseguró un regreso a la Liga de fútbol profesional de Nigeria (NPFL) después de terminar segundo en el Grupo A de los playoffs de la División 1 de Nigeria.
En el 2021-22 lograron terminar en el 3° de la Liga de fútbol Profesional de Nigeria logrando un puesto histórico en la Copa Confederación de la CAF 2022-23.

## Participación en competiciones de la CAF
| Temporada | Torneo                       | Ronda      | Club       | Casa | Visita | Global      |
| --------- | ---------------------------- | ---------- | ---------- | ---- | ------ | ----------- |
| 2022-23   | Copa Confederación de la CAF | Preliminar | FAR Rabat  | 0-1  | 1-1    | 1-2         |
| 2023-24   | Liga de Campeones de la CAF  | 1          | Medeama SC | 1-0  | 0-1    | 1-1 (2-3 p) |
| 2024/25   | Liga de Campeones de la CAF  | 1          | FAR Rabat  | 2-1  | 0-2    | 2-3         |